# Fres - Tzitzifes - Nippοs
Fres - Tzitzifes - Nippοs este o arie protejată (arie specială de conservare — SAC, sit de importanță comunitară — SCI) din Grecia întinsă pe o suprafață de 1.192,75 ha, integral pe uscat.

## Localizare
Centrul sitului Fres - Tzitzifes - Nippοs este situat la coordonatele 35°22′01″N 24°08′39″E / 35.366862°N 24.144071°E.

## Înființare
Situl Fres - Tzitzifes - Nippοs a fost declarat sit de importanță comunitară în aprilie 1997 pentru a proteja 1 specie de plante. Situl a fost protejat și ca arie specială de conservare în martie 2011.

## Biodiversitate
Situată în ecoregiunea mediteraneană, aria protejată conține 5 habitate naturale: Râuri mediteraneene cu debit intermitent, cu specii de Paspalo-Agrostidion, Tufărișuri termo-mediteraneene și de pre-deșert, Sarcopoterium spinosum phryganas, Pseudostepă cu ierburi și specii anuale de Thero-Brachypodietea, Păduri de Cupressus (Acero-Cupression).
La baza desemnării sitului se află o specie protejată de  plante: Origanum dictamnus.
Pe lângă speciile protejate, pe teritoriul sitului au mai fost identificate 2 specii de plante, 1 specie de mamifere.